# Aleksej V. Dukas
Aleksej V. Dukas Murzufl (grško starogrško Αλέξιος Ε΄ Δούκας Μούρτζουφλος), cesar Bizantinskega cesarstva od 5. februarja do 12. aprila 1204 med drugim in končnim obleganjem obleganjem Bizanca v četrti križarski vojni, * 1140, † december 1205, Konstantinopel, Bizantinsko cesarstvo.
Nadimek "Murzufl" je dobil zaradi košatih obrvi ali morda zaradi čemernega značaja. 

## Življenjepis
Aleksej je bil bizantinski plemič, ki je bil v sorodu s cesarsko družino Dukas in se je povzpel do dvornega položaja protovestarija. Bil je dvakrat poročen, potem pa je bil baje ljubimec Eudokije Angeline, hčerke cesarja Alekseja III. Angela. Zaradi sodelovanja v poskusu Ivana Komnena Debelega leta 1200, da nasilno prevzame oblast, so ga vrgli v ječo, v kateri je bil dokler ni prestola ponovno zasedel odstavljeni Izak II. Angel.
Izak II. in njegov sin Aleksej IV. sta od samega začetka leta 1204 med prebivalci Bizanca uživala vedno manj zaupanja, ker njuni poskusi, da bi mesto obranila pred križarji in Benečani, niso bili uspešni. Vodja gibanja proti križarjem je postal Aleksej Dukas, ki je tudi osebno vodil nekaj spopadov z napadalci. Ko se je konec januarja 1204 prebivalstvo cesarju uprlo, se je cesar zabarikadiral v svojo palačo in pooblastil Alekseja Dukasa, da poišče pomoč pri križarjih. Aleksej je namesto tega oba cesarja vrgel v ječo. Mladega Alekseja IV. so v ječi zadavili, oče Izak II. pa je kmalu za tem umrl. Njegovo smrt pripisujejo strahu in žalosti ali celo zločinu. Na začetku februarja 1204 so za cesarja okronali Alekseja V. Dukasa.
Po kronanju je Aleksej prekinil pogajanja s križarji in začel krepiti obrambo mesta, čeprav je bilo za kakšne večje ukrepe že prepozno. Osebno je poveljeval napadu na križarski tabor, toda napad je kljub temu spodletel. Ko so križarji 9. aprila 1204 napadli mesto, ga je tudi sam pogumno in čvrsto branil in napad odbil. Naslednji križarski napad je bil premočan in se ga ni dalo odbiti. Aleksej V. je ponoči 12. aprila 1204 pobegnil v Trakijo in s seboj odpeljal Eudokijo Angelino in njeno mater Eufrozino Dukaino Kamaterino. Naslednji dan so križarji osvojili mesto.
Aleksej V. je našel zatočišče v Mosinoplu, oporišču odstavljenega cesarja Alekseja III. Angela, kjer je bil lepo sprejet in se je poročil z Euvokijo Angelino. Aleksej III. je kljub temu kmalu zatem  organiziral zahrbten napad na Alekseja V., v katerem so ga oslepili in onesposobili za opravljanje cesarskih dolžnosti. Zapuščenega od prijateljev in sovražnikov so Alekseja novembra 1204 pri Masinoplu ujeli križarji. Odpeljali so ga v Bizanc in obsodili na smrt zaradi zarote proti Alekseju III.. Smrtno obsodbo so izvršili tako, da so ga vrgli s Teodozijevega stolpa.
Aleksej V. je bil zadnji bizantinski cesar, ki je pred ustanovitvijo Latinskega cesarstva vladal v Bizancu.